# Sparianthis granadensis
Sparianthis granadensis är en spindelart som först beskrevs av Eugen von Keyserling 1880.  Sparianthis granadensis ingår i släktet Sparianthis och familjen jättekrabbspindlar.
Artens utbredningsområde är Colombia. Inga underarter finns listade i Catalogue of Life.